# ロールス・ロイス RB545
ロールス・ロイス RB545は空気吸い込み式ロケットエンジンでイギリスの単段式再使用型軌道往還機(HOTOLを参照)の推進装置として計画された。ロールスロイス社がエンジンを担当しブリティッシュ・エアロスペース (BAe) は機体の開発を担当した。

## 設計
このエンジンの細部の設計はイギリスの公的秘密法によって隠されていて、その結果、運転に関するわずかな情報のみが公開される。
大気圏内で高速の噴射を生成するために水素燃料はターボジェットエンジンのサイクルのような高圧縮比で流入する空気をロケットエンジンで燃焼する前に熱交換器で空気を予冷するために使用されると予想された。
大気圏を離脱後はRB545は水素と搭載された液体酸素と共に高効率水素/酸素ロケットとして燃焼する能力を備えたと予想される。エンジンはロールスロイスによって"Swallow"の名称が与えられた。